# Tour of Chongming Island World Cup 2010
Cet article concerne l'épreuve de Coupe du monde. Pour la course par étapes, voir Tour de l'île de Chongming 2010.
La 1re édition de la Tour of Chongming Island World Cup (littéralement Coupe du monde du Tour de l'île de Chongming) a lieu le 9 mai 2010. C'est la cinquième épreuve de la Coupe du monde de cyclisme sur route féminine 2010. Elle est remportée par l'Allemande Ina-Yoko Teutenberg.

## Équipes
| Équipes féminines professionnelles (8)- Alriksson-Go:Green - Cervélo TestTeam - ESGL 93-GSD Gestion - Giant Pro Cycling - HTC-Columbia Women - Noris cycling - Top Girls Fassa Bortolo-Ghezzi - Vienne Futuroscope Équipes nationales (9)- Australie - Autriche - Chine - Corée du Sud - Japon - Kazakhstan - Lituanie - Nouvelle-Zélande - Ukraine |
| |

## Parcours
La course très plate. Le pont de Chongming est parcouru deux fois, dans un sens et dans l'autre et constitue la seule difficulté.

## Récit de la course
La météo est venteuse et pluvieuse. À mi-course, un groupe d'une vingtaine de coureuses s'échappe dont six de la formation HTC-Columbia. Par la suite, Judith Arndt part en solitaire. Une fois reprise, un autre groupe se forme avec trois HTC-Columbia dont Arndt. Cette dernière ressort seule dans le final. Elle est reprise à deux kilomètres de l'arrivée. Au sprint, Ina-Yoko Teutenberg devance Kirsten Wild.

## Classements

### Classement final
| \| Classement général \| Classement général \| Classement général \| Classement général \| Classement général \| \| Coureuse \| Coureuse \| Pays \| Équipe \| Temps \| \| ------------------ \| ------------------- \| ------------------ \| ------------------------------ \| ------------------ \| \| 1re \| Ina-Yoko Teutenberg \| Allemagne \| HTC-Columbia Women \| 3 h 30 min 17 s \| \| 2e \| Kirsten Wild \| Pays-Bas \| Cervélo TestTeam \| + 0 s \| \| 3e \| Rochelle Gilmore \| Australie \| Australie \| + 0 s \| \| 4e \| Angela Brodtka \| Allemagne \| Noris cycling \| + 0 s \| \| 5e \| Marta Tagliaferro \| Italie \| Top Girls Fassa Bortolo-Ghezzi \| + 0 s \| \| 6e \| Ellen van Dijk \| Pays-Bas \| HTC-Columbia Women \| + 0 s \| \| 7e \| Aurore Verhoeven \| France \| ESGL 93-GSD Gestion \| + 0 s \| \| 8e \| Emma Asson \| Estonie \| Nouvelle-Zélande \| + 0 s \| \| 9e \| Melissa Holt \| Nouvelle-Zélande \| Nouvelle-Zélande \| + 0 s \| \| 10e \| Liu Xin \| Chine \| Giant Pro Cycling \| + 0 s \| |                     |                  |                                |                 |
| |                     |                  |                                |                 |
| Source : Cycling Quotient |                     |                  |                                |                 |
| Classement général |                     |                  |                                |                 |
| Coureuse | Coureuse            | Pays             | Équipe                         | Temps           |
| 1re | Ina-Yoko Teutenberg | Allemagne        | HTC-Columbia Women             | 3 h 30 min 17 s |
| 2e | Kirsten Wild        | Pays-Bas         | Cervélo TestTeam               | + 0 s           |
| 3e | Rochelle Gilmore    | Australie        | Australie                      | + 0 s           |
| 4e | Angela Brodtka      | Allemagne        | Noris cycling                  | + 0 s           |
| 5e | Marta Tagliaferro   | Italie           | Top Girls Fassa Bortolo-Ghezzi | + 0 s           |
| 6e | Ellen van Dijk      | Pays-Bas         | HTC-Columbia Women             | + 0 s           |
| 7e | Aurore Verhoeven    | France           | ESGL 93-GSD Gestion            | + 0 s           |
| 8e | Emma Asson          | Estonie          | Nouvelle-Zélande               | + 0 s           |
| 9e | Melissa Holt        | Nouvelle-Zélande | Nouvelle-Zélande               | + 0 s           |
| 10e | Liu Xin             | Chine            | Giant Pro Cycling              | + 0 s           |

### Points attribués
| Position           | 1er | 2e | 3e | 4e | 5e | 6e | 7e | 8e | 9e | 10e | 11e | 12e | 13e | 14e | 15e |
| Classement général | 100 | 70 | 40 | 30 | 25 | 20 | 15 | 10 | 9  | 8   | 7   | 6   | 5   | 4   | 3   |